# Федюнинская (Кичменгско-Городецкий район)
Федюнинская — деревня в Кичменгско-Городецком районе Вологодской области.
Входит в состав Енангского сельского поселения, с точки зрения административно-территориального деления — в Нижнеенангский сельсовет.
Расстояние по автодороге до районного центра Кичменгского Городка составляет 59 км, до центра муниципального образования Нижнего Енангска — 7 км. Ближайшие населённые пункты — Подгородье, Окулово, Заборье.
Население по данным переписи 2002 года — 43 человека (23 мужчины, 20 женщин). Всё население — русские.